# Alchemilla hybrida
Alchemilla hybrida é uma espécie de rosácea do gênero Alchemilla, pertencente à família Rosaceae.